# オセアン級装甲艦
| オセアン級装甲艦   | オセアン級装甲艦 |
| ------------------ | --- |
|                    | |
| 艦級概観           | |
| 艦種               | 装甲艦 |
| 前級               | プロヴェンス級 |
| 次級               | フリードランド |
| 性能諸元（竣工時） | |
| 排水量             | 常備：7,580トン |
| 全長               | 93.9 m 87.7 m（水線長） |
| 全幅               | 17.5 m |
| 吃水               | 9.1 m |
| 機関               | 石炭専焼円缶 +水平2段膨張式レシプロ2基1軸推進                                                                                     |
| 最大出力           | 3,460 hp |
| 最大速力           | 13.5 ノット |
| 航続距離           | 10ノット/3,000 海里 |
| 乗員               | 660～778名 |
| 兵装               | 27 cm（18口径）単装砲4基 24 cm（19口径）単装砲4基 14 cm（21口径）単装砲8基 47 mm回転式機関砲8～22基 35 cm水上単装魚雷発射管2～4門 |
| 装甲（鉄製）       | 舷側：178～200 mm 砲郭部：160 mm バーベット：150 mm                                                                               |

オセアン級装甲艦（オセアンきゅうそうこうかん、Océan）は、フランス海軍の露砲塔艦である｡

## 概要
当時のフランス海軍は戦列艦（100門艦等）が中心でグロワール以後建造された航洋装甲艦16隻が「フレガイト・キュイラッセ」（装甲フリゲート艦）と呼ばれていたに対し、27cm（18口径）砲を搭載し主力艦クラスの攻撃力を得た本級から「キュイラッセ・デスカトーレル」、日本語で言えば「艦隊装甲艦」と呼ばれる呼称に改めた。
デュピュイ・ド・ロームの設計による｡

## 艦形と武装
船体形状は艦首水面下に衝角をもつ船体に3本のマストと中央部に1本煙突を持つ当時の一般的な装甲艦の形態である。艦首の衝角は水面下で3mも前方に突き出しており内部は青銅が詰められている。船体中央部の4箇所に円形のバーベットが埋め込まれ、バーベットは150mmの装甲板がリベットで組み立てられた。バーベット内には「1870年型24cm（19口径）砲」を単装砲架で露天に置く「露砲塔」である。露砲塔というのは、現在の砲塔形式とは違い、火砲の基部のみを装甲で覆う型式を指す型式である。この時代の艦砲は現在と異なりライフル銃のように直接標準で撃ち合うようなものであったために砲の上面に砲弾が当たるとは考えられておらず、基部のみを防御する考えであった。24cm砲の砲架の下部はバーベットから独立したターン・テーブル状の床面となっており、数人がかりでハンドルを回す事により旋回が出来た。
24cm砲バーベットの下部の船体側面は178mmから200mmの装甲板を持つ砲郭部となっている。砲郭は上方から見て横に長い八角形となっており、左右方向の壁面に3門の砲門、斜め前と斜め後ろの壁面に1門の砲門が開けられている。
砲郭部の内部には主砲の「1870年型 27cm（18口径）砲」が単装砲架で4基が収められており、床面には円弧状のレールで24cm砲の砲架を旋回・移動させる事により少ない砲門から砲身を出した際に砲門を支点として砲尾部を動かすことにより広い射界が得られた。これによりラ・グロワールのように舷側に大砲を並べなくとも少ない門数でも迅速に火砲を敵艦に向けられる工夫であった。他には副砲として舷側に「1870年型 14cm（21口径）砲」を単装砲架で8基を配置した。竣工後に接舷乗り込み時の戦闘用の47mm回転式5連装機関砲が単装砲架で8基から随時増設され22基まで増備された。他に対艦攻撃用に35cm単装魚雷発射管が2基から4基が搭載された。

## 機関
本艦に搭載された主機関は船体中央部の主要防御区画内部に配置した石炭専焼円缶8基に水平型2段膨張式レシプロ機関2基1軸推進で最大出力3,460馬力で機関航行のみで速力13.5ノットを発揮した。燃料の石炭は650トン搭載された常態で10ノット巡航で3,000海里を航行することが出来た。

## 同型艦
- オセアン（Océan）: ブレスト造船所で1865年4月起工、1868年10月15日進水、1870年7月21日竣工。1894年除籍。
- マレンゴ: ツーロン造船所で1865年7月起工、1869年12月4日進水、1870年7月1日竣工。1894年除籍。
- シュフラン: シェルブール造船所で1866年4月起工、1870年10月26日進水、1873年8月5日竣工。1897年除籍。

## 参考図書
- 「世界の艦船増刊　フランス戦艦史」（海人社）